# Antonín Klír
Ing. Antonín Klír Dr. Techn. (14. prosinec 1864 Strašice – 29. leden 1939 Praha) byl český konstruktér vodních staveb a profesor vodního stavitelství na Českém vysokém učení technickém v Praze. Pro akademický rok 1914–1915 byl zvolen rektorem.

## Život
Absolvoval císařskou a královskou českou vysokou školu technickou v Praze. V letech 1890–1896 pracoval u Státní stavební služby v Čechách. Poté v letech 1896–1909 v Komisi pro kanalisování řek Vltavy a Labe v Čechách, postupně ve funkcích vrchního inženýra, sekčního stavebního správce a zástupce stavebního ředitele. Podílel se například na splavňování Labe mezi Mělníkem a Roudnicí nad Labem, na stavbě zdymadel v Klecanech a v Tróji.
Po smrti profesora Kristiana Petrlíka suploval jeho přednášky a 1. ledna 1909 by jmenován profesorem vodního stavitelství na ČVUT. 31. prosince 1928 zemřel.

## Členství v organizacích a spolcích
- řádný člen Československé akademie
- Masarykova akademie práce, v letech 1920–1923 byl prezidentem této akademie.
- Spolek architektů a inženýrů v království Českém (SIA) resp. Spolek československých inženýrů, předseda spolku v letech 1911–1922, v roce 1921 jmenován čestným členem SIA

## Spisy
- Stavitelství vodní I., (spoluautor František Klokner), Praha : Čes. matice technická, 1922
- Stavitelství vodní II., (spoluautor Břetislav Tolman), Praha : Spolek posluchuchačů inženýrství, 1921
- Stavitelství vodní III., Encyklopedie vodárenství a stokování měst, Praha : Spolek posluchuchačů inženýrství, 1920
- Náčrt programu vodního hospodářství v Král. českém, Praha : Antonín Klír, 1916 - přednáška ve Spolku architektů a inženýrů dne 28. dubna 1916
- Stavby komise pro kanalisování řek Vltavy a Labe v Čechách, Praha : Antonín Klír, 1908, vyšlo též německy pod názvem Die Bauten der Kommission für die Kanalisierung des Moldau- und Elbeflusses in Böhmen
- Hradlový jez na Labi u Štětí, Praha : Antonín Klír, 1907
- Stavba vodních cest, Praha : Spolek posluchuchačů inženýrství, 1907
- Význam nádrží vodních pro úpravu řek, Praha : vlastní náklad, 1904 – zvláštní otisk článku z časopisu Technický obzor